# Christuskirche (Nazza)

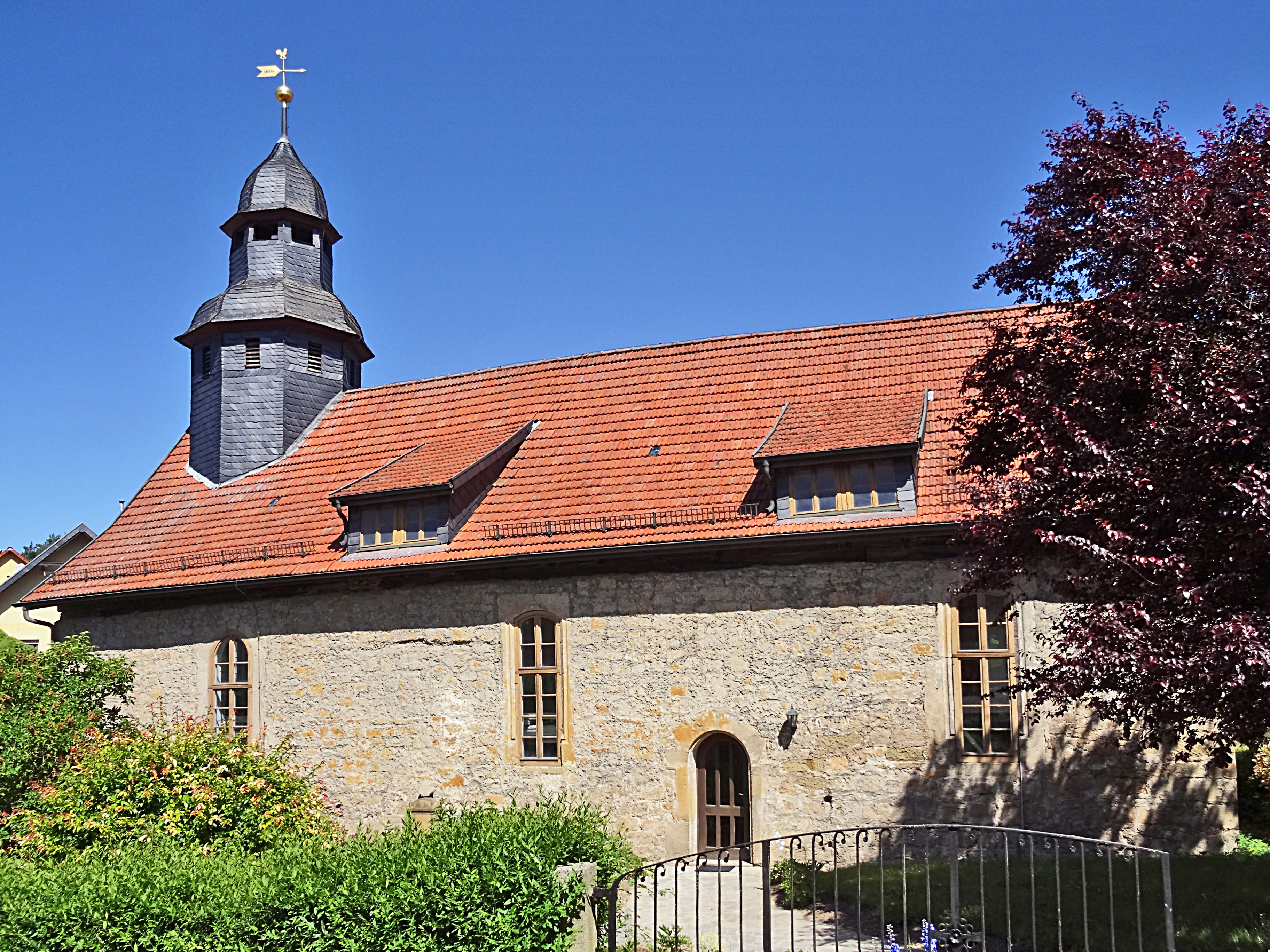
Die Christuskirche

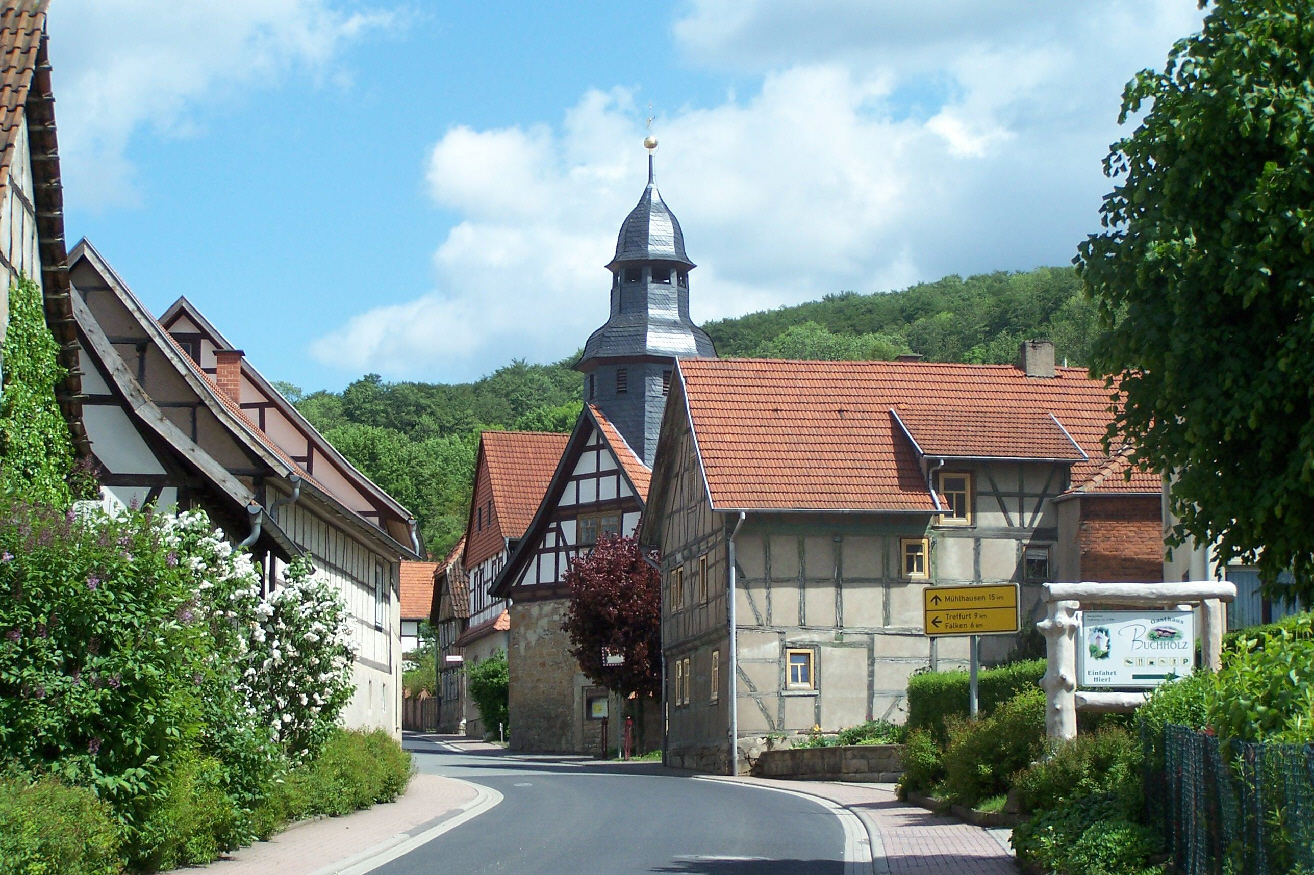
Die Christuskirche von Süden

Die Christuskirche in der Gemeinde Nazza im Westen Thüringens ist eine evangelisch-lutherische Dorfkirche.

## Geschichte
Die Familie Hopfgarten ließ 1560 diese Dorfkirche entsprechend den Regularien dieser Zeit mit einem Edelmannsstand erbauen. Unter der Empore befindet sich auch die Familiengruft. Der Grabstein des 1717 verstorbenen Hans Ernst von Hopfgarten deckt die Gruft ab.
Die Jahreszahl 1560 steht als Baujahr der Kirche auf einer Steintafel neben dem früheren Haupteingang. Dieser wurde 1971 nach einer umfassenden Außen- und Innenrenovierung bei der Wiedereinweihung des Gotteshauses zur Christuskirche planmäßig im Vorfeld auf die Südseite verlegt.

## Architektur
Die Kirche besitzt Stilelemente vom Übergang der Gotik zur Renaissance, zum Beispiel in der Art der Fenstergestaltung. Auf einen Vorgängerbau weisen wiederentdeckte Grundmauern hin. Das Kruzifix wurde zwischen 1430 und 1440 geschnitzt. Auch ein in Stein gehauenes Sakramentshäuschen sowie die Glocke sind auf 1510 datiert. Man spricht sogar davon, dass eine Glocke aus dem Jahre 1480 im Kirchturm hing.